# Rudderless
Rudderless (bra: Força para Viver; prt: Ao Som da Vida) é um filme estadunidense de 2014 dirigido por William H. Macy e estrelado por Billy Crudup, Felicity Huffman, Selena Gomez e Ben Kweller. As filmagens do filme começaram em maio de 2013 e estreou em 24 de janeiro de 2014 no Sundance Film Festival nos Estados Unidos.

## Enredo
Sam é um confiante e bem sucedido pai de família que vive intensamente seu cotidiano fazendo dinheiro com seu estável trabalho. Certo dia, uma grande tragédia acontece na biblioteca onde seu filho estudava e esse fato muda completamente a sua vida. Sam se joga no alcoolismo, muda de cidade e vai morar em um barco bem longe de casa. Passados dois anos, agora trabalhando como pintor e sem muitas pretensões na vida, Sam recebe de sua ex-mulher Emily uma caixa com alguns pertences do filho e isso o faz despertar para um elo esquecido que eles tinham, a música. Preso ainda pelos pensamentos doloridos de seu passado, Sam embarca numa jornada musical, principalmente quando conhece o carismático Quentin e resolve criar um banda.
As canções chegam para Sam de uma maneira impactante, o aproxima novamente de seu filho. Eles possuíam uma boa relação mas pouco se viam, esses pensamentos de nunca poder estar tão presente na vida do filho, de querer voltar no tempo, praticamente o destrói por dentro.

## Elenco
- Billy Crudup como Sam
- Miles Heizer como Josh
- Anton Yelchin como Quentin
- Selena Gomez como Kate Ann Lucas
- Felicity Huffman como Emily
- Laurence Fishburne como Del
- Jamie Chung como Lisa Martin
- Ben Kweller como Willie
- Ryan Dean como Aiken
- Kate Micucci como Peaches
- Peter Spruyt como Alaird Dupree
- Suzanne Krull como Bertie Dupree
- Mollie Milligan como Debbie D.
- Brad Greiner como Turk
- David Flannery como Jacob Taylor
- Stacy Cunningham como Joyce
- Joey Bicicchi como Quick
- Kenneisha Thompson como Keri
- Michele Rene como Tina
- Maurice Johnson como News Reporter

## Produção
Jeff Robison e Casey Twenter trabalharam juntos no roteiro durante cinco meses de 2008. O diretor William H. Macy passou um ano revisando o roteiro com os roteiristas. Em 01 de abril de 2013, foi revelado que Billy Crudup, Selena Gomez, Anton Yelchin e Laurence Fishburne estavam no elenco do filme. O processo de fotografia teve inicio em 21 de abril de 2013 em Oklahoma City e Guthrie, Oklahoma.

### Crítica
Rudderless foi bem recebido pela crítica especializada. O agregador Rotten Tomatoes indica que o filme possui um índice de aprovação de 63%, baseado em 43 resenhas, com uma nota média de 6.2/10. O consenso geral do website é que o filme "pede de seu elenco uma atuação de peso para poder contar a história, felizmente esse grupo talentoso - liderado por Billy Crudup - muitas vezes faz muito mais do que é pedido". Por comparação, no Metacritic, o filme tem uma pontuação de de 52/100, baseado em 19 resenhas, indicando "críticas mistas ou médias".

## Trilha sonora
O álbum com a trilha sonora original foi lançado em 30 de setembro de 2014 por uma gravadora independente. O material apresenta canção da banda Rudderless, Selena Gomez & Eef Barzelay. O álbum estreou na 12° posição da Billboard Top Soundtracks Albums
1. "Home" - Billy Crudup
2. "Over Your Shoulder" - Rudderless
3. "Hold On" - Selena Gomez & Ben Kweller
4. "Sam Spirals" – Eef Barzelay
5. "Beautiful Mess" – Rudderless
6. "Stay with You" – Rudderless
7. "The Two-Year Hungover" – Eef Barzelay
8. "Real Friends" – Rudderless
9. "Asshole" – Ben Limpic
10. "Some Things Can't Be Thrown Away" – Eef Barzelay
11. "Wheels on the Bus" – Rudderless
12. "A Day on the Water" – Eef Barzelay
13. "The Gig Is Off" – Eef Barzelay
14. "Sing Along" – Billy Crudup